# Эхем (сын Аеропа)
Э́хем (др.-греч. Ἔχεμος) — персонаж древнегреческой мифологии. Царь Аркадии и Тегеатиды, сын Аеропа. На Олимпийских играх, устроенных Гераклом, победил в борьбе. Жена Тимандра, сын Лаодок. Союзник Диоскуров во время вторжения в Аттику. Согласно историку Дикеарху, его именем названа Академия (местность в Афинах) — ранее Эхедемия.
Убил в поединке царя Гилла, когда Гераклиды вторглись на Пелопоннес. Памятник Эхему и рельефное изображение его битвы с Гиллом были в Тегее.